# Henry Moseley (matemático)
Henry Moseley (9 de julio de 1801 - 20 de enero de 1872) fue un eclesiástico, matemático y científico inglés.

## Biografía
Hijo del Dr. William Willis Moseley, que tenía una escuela en Newcastle-under-Lyme, y su esposa Margaret (née Jackson según fuentes publicadas, pero la evidencia genealógica es que su apellido de soltera era Robins), nació el 9 de julio de 1801. Fue enviado a una edad temprana a la escuela primaria allí, y cuando tenía quince o dieciséis años a una escuela en Abbeville. Más tarde asistió, por un corto tiempo, a una escuela naval en Portsmouth.
En 1819 Moseley fue al St John's College de Cambridge. Se graduó de B.A. en 1826, saliendo séptimo wrangler, y continuó M.A. en 1836. En 1870 se le dio un grado honorario de LL.D.
Moseley fue ordenado diácono en 1827 y sacerdote en 1828, y se convirtió en cura en West Monkton, cerca de Taunton. El 20 de enero de 1831 fue nombrado profesor de Filosofía Natural y Experimental y Astronomía en el King's College de Londres. Ocupó el cargo hasta el 12 de enero de 1844, cuando fue nombrado uno de los primeros inspectores de escuelas normales. También fue capellán del King's College del 31 de octubre de 1831 al 8 de noviembre de 1833. Como uno de los jurados de la Exposición Internacional de 1851 llegó a conocer a Alberto, príncipe consorte. En 1853 fue presentado a una canonjía residencial en la Catedral de Bristol; en 1854 se convirtió en vicario de Olveston en Gloucestershire, y fue nombrado capellán ordinario de la reina en 1855.
Moseley fue elegido miembro de la Royal Society en febrero de 1839. También fue miembro correspondiente del Instituto de Francia, miembro del Consejo de Educación Militar y vicepresidente de la Institución de Arquitectos Navales. Murió en Olveston el 20 de enero de 1872.

## Obras
Mientras estaba en Portsmouth, Moseley escribió su primer artículo, "Sobre la medición de la profundidad de las cavidades vistas en la superficie de la luna" (en la Philosophical Magazine lii. 1818). Su primer libro fue A Treatise on Hydrostatics, Cambridge, 1830.
Las principales obras de Moseley fueron:
- Lectures on Astronomy, pronunciadas como profesor en el King's College (Londres, 1839, 4ª edición. 1854);
- el artículo "Integrales definidas" en la Encyclopædia Metropolitana, 1837; y
- The Mechanical Principles of Engineering and Architecture (Londres, 1843, 2ª edición. 1855). Fue reimpreso en Estados Unidos con notas de Dennis Hart Mahan para su uso en West Point, y traducido al alemán por Hermann Scheffler.

Las fórmulas publicadas por Moseley se convirtieron en estándar para los cálculos de la estabilidad dinámica de los buques de guerra. Este trabajo apareció por primera vez en una memoria On the Dynamical Stability and on the Oscillations of Floating Bodies, leída ante la Royal Society y publicada en Philosophical Transactions en 1850.
Moseley también publicó:
- Syllabus of a Course of Experimental Lectures on the Theory of Equilibrium, Londres, 1831.
- A Treatise on Mechanics, applied to the Arts, including Statics and Hydrostatics, Londres, 1834; 3ª edición. 1847.
- Ilustraciones de mecánica, Londres, 1839.
- Theoretical and Practical Papers on Bridges, Londres, 1843 (Weale's Series, 'Bridges,' vol. i.)
- Astro-Teología, 2ª edición. Londres, 1851, 3ª edición. 1860; esto apareció por primera vez en una serie de artículos en la revista de la Iglesia de Inglaterra para 1838. De una reseña de la tercera edición: "El objeto principal de este popular e interesante volumen es tratar de aquellas evidencias de la sabiduría y bondad de Dios que se pueden ver en los cambios diarios de los cielos".[3]

Alrededor de 35 artículos sobre filosofía natural escritos por Moseley aparecieron en la Philosophical Magazine, las Transacciones de la Sociedad Filosófica de Cambridge, las Transacciones Filosóficas, los Informes de la Asociación Británica y otras revistas. El movimiento observado del plomo en el techo de la Catedral de Bristol, bajo cambios de temperatura, le hizo avanzar la teoría de que el movimiento de los glaciares podría explicarse de la misma manera.

## Familia
Moseley se casó, el 23 de abril de 1835, con Harriet, hija de William Nottidge de Wandsworth Common, Surrey. Henry Nottidge Moseley era su hijo.